# كاثرين كولن
كاثرين كولن (بالإنجليزية: Kathryn Colin) هي راكبة الكنو أمريكية، ولدت في 6 فبراير 1974.

## وصلات خارجية
- كاثرين كولن على موقع أوليمبيديا (الإنجليزية)